# Bulligny
Bulligny – miejscowość i gmina we Francji, w regionie Grand Est, w departamencie Meurthe i Mozela.
Według danych na rok 1990 gminę zamieszkiwało 459 osób, a gęstość zaludnienia wynosiła 44 osób/km² (wśród 2335 gmin Lotaryngii Bulligny plasuje się na 621. miejscu pod względem liczby ludności, natomiast pod względem powierzchni na miejscu 576.).